# Nicolae Titulescu (gmina)
Nicolae Titulescu – gmina w Rumunii, w okręgu Aluta. Obejmuje tylko jedną miejscowość Nicolae Titulescu. W 2011 roku liczyła 1271 mieszkańców.